# Atletica leggera ai XVIII Giochi del Mediterraneo
Le gare di atletica leggera ai XVIII Giochi del Mediterraneo si sono svolte dal 27 al 30 giugno 2018 presso l'Estadio de Atletismo de Campclar a Tarragona.
Sono state disputate complessivamente 35 competizioni, inclusa una gara femminile in carrozzina sulla distanza degli 800 metri.

## Calendario
Il calendario delle gare è stato il seguente:
| ● | Finali |

| Giugno/Luglio |    |    |    |    |    |    |    |    |    |
| 22            | 23 | 24 | 25 | 26 | 27 | 28 | 29 | 30 | 1º |
|               |    |    |    |    | 5  | 7  | 11 | 12 |    |

## Risultati

### Uomini
| Evento                            | Oro                                                                 | Prestazione | Argento                                                                   | Prestazione | Bronzo                                                                        | Prestazione |
| Corse piane                       |                                                                     |             |                                                                           |             |                                                                               |             |
| 100 m (dettagli)                  | Jak Ali Harvey                                                      | 10"10       | Emre Zafer Barnes                                                         | 10"32       | Federico Cattaneo                                                             | 10"37       |
| 200 m (dettagli)                  | Ramil Guliyev                                                       | 20"15       | Fausto Desalu                                                             | 20"77       | Mickaël-Méba Zeze                                                             | 20"78       |
| 400 m (dettagli)                  | Davide Re                                                           | 45"26       | Lucas Búa                                                                 | 45"91       | Mamoudou Hanne                                                                | 46"35       |
| 800 m (dettagli)                  | Álvaro de Arriba                                                    | 1'47"43     | Mostafa Smaili                                                            | 1'47"56     | Abedin Mujezinović                                                            | 1'48"07     |
| 1 500 m (dettagli)                | Brahim Kaazouzi                                                     | 3'37"14     | Abdessalem Ayouni                                                         | 3'37"35     | Fouad Elkaam                                                                  | 3'37"78     |
| 5 000 m (dettagli)                | Younès Essalhi                                                      | 13'56"12    | Soufiyan Bouqantar                                                        | 13'56"28    | Yemaneberhan Crippa                                                           | 13'56"53    |
| Corse ad ostacoli                 |                                                                     |             |                                                                           |             |                                                                               |             |
| 110 m ostacoli (dettagli)         | Lorenzo Perini                                                      | 13"49       | Yidiel Contreras                                                          | 13"54       | Konstadinos Douvalidis                                                        | 13"67       |
| 400 m ostacoli (dettagli)         | Ludvy Vaillant                                                      | 48"76       | Yasmani Copello                                                           | 48"76       | Zied Azizi                                                                    | 49"13       |
| 3 000 m siepi (dettagli)          | Soufiane el-Bakkali                                                 | 8'20"97     | Amor Ben Yahia                                                            | 8'26"14     | Yohanes Chiappinelli                                                          | 8'32"06     |
| Salti                             |                                                                     |             |                                                                           |             |                                                                               |             |
| Salto in alto (dettagli)          | Majd Eddin Ghazal                                                   | 2,28 m      | Konstadinos Baniotis                                                      | 2,23 m      | Marco Fassinotti                                                              | 2,23 m      |
| Salto in lungo (dettagli)         | Yahya Berrabah                                                      | 8,02 m      | Yasser Mohamed Triki                                                      | 8,01 m      | Yann Randrianasolo                                                            | 7,90 m      |
| Lanci                             |                                                                     |             |                                                                           |             |                                                                               |             |
| Getto del peso (dettagli)         | Hamza Alić                                                          | 20,43 m     | Stipe Žunić                                                               | 20,21 m     | Mesud Pezer                                                                   | 19,82 m     |
| Lancio del disco (dettagli)       | Apostolos Parellīs                                                  | 62,98 m     | Kristjan Čeh                                                              | 62,03 m     | Hannes Kirchler                                                               | 60,64 m     |
| Lancio del giavellotto (dettagli) | Nicolás Quijera                                                     | 75,13 m     | Roberto Bertolini                                                         | 74,81 m     | Dejan Mileusnić                                                               | 71,95 m     |
| Prove su strada                   |                                                                     |             |                                                                           |             |                                                                               |             |
| Mezza maratona (dettagli)         | Mohamed Reda el-Aaraby                                              | 1h04'03"    | Eyob Faniel                                                               | 1h04'07"    | Kaan Kigen Özbilen                                                            | 1h04'19"    |
| Staffette                         |                                                                     |             |                                                                           |             |                                                                               |             |
| Staffetta 4×100 (dettagli)        | Italia Federico Cattaneo Fausto Desalu Davide Manenti Filippo Tortu | 38"49       | Turchia Emre Zafer Barnes Jak Ali Harvey Yiğitcan Hekimoğlu Ramil Guliyev | 38"50       | Portogallo José Pedro Lopes Ancuiam Lopes Diogo Antunes Jorge Rafael          | 39"28       |
| Staffetta 4×400 (dettagli)        | Italia Giuseppe Leonardi Michele Tricca Matteo Galvan Davide Re     | 3'03"54     | Spagna Lucas Búa David Jiménez Mark Ujakpor Darwin Echeverry              | 3'04"71     | Algeria Abdelmalik Lahoulou Mohamed Belbachir Saber Boukemouche Idriss Laredj | 3'05"28     |

### Donne
| Evento                         | Oro                                                                              | Prestazione | Argento                                                                      | Prestazione. | Bronzo                                                                     | Prestazione   |
| Corse piane                    |                                                                                  |             |                                                                              |              |                                                                            |               |
| 100 m (dettagli)               | Orlann Ombissa-Dzangue                                                           | 11"29       | Rafailía Spanoudaki-Hatziriga                                                | 11"53        | Anna Bongiorni                                                             | 11"53         |
| 200 m (dettagli)               | Carolle Zahi                                                                     | 23"02       | Gloria Hooper                                                                | 23"09        | Estela García                                                              | 23"11         |
| 400 m (dettagli)               | Eleni Artymata                                                                   | 51"19       | Libania Grenot                                                               | 51"32        | Maria Benedicta Chigbolu                                                   | 52"14         |
| 800 m (dettagli)               | Rababe Arafi                                                                     | 2'01"01     | Malika Akkaoui                                                               | 2'01"50      | Cynthia Anaïs                                                              | 2'02"33       |
| 1 500 m (dettagli)             | Rababe Arafi                                                                     | 4'12"83     | Malika Akkaoui                                                               | 4'13"31      | Marta Pérez                                                                | 4'15"66       |
| 5 000 m (dettagli)             | Kaoutar Farkoussi                                                                | 15'52"33    | Inês Monteiro                                                                | 15'54"78     | Ana Lozano                                                                 | 16'00"17      |
| Corse ad ostacoli              |                                                                                  |             |                                                                              |              |                                                                            |               |
| 100 m ostacoli (dettagli)      | Andrea Ivančević                                                                 | 13"19       | Luminosa Bogliolo Elisavet Pesiridou                                         | 13"30        | non assegnato                                                              | non assegnato |
| 400 m ostacoli (dettagli)      | Yadisleidy Pedroso                                                               | 55"40       | Ayomide Folorunso                                                            | 55"44        | Aurélie Chaboudez                                                          | 56"77         |
| 3 000 m siepi (dettagli)       | Luiza Gega                                                                       | 9'27"73     | Habiba Ghribi                                                                | 9'34"62      | Maruša Mišmaš                                                              | 9'35"57       |
| Salti                          |                                                                                  |             |                                                                              |              |                                                                            |               |
| Salto con l'asta (dettagli)    | Ninon Guillon-Romarin                                                            | 4,46 m      | Tina Šutej                                                                   | 4,41 m       | Nikoléta Kiriakopoúlou                                                     | 4,31 m        |
| Salto in lungo (dettagli)      | Ivana Španović                                                                   | 7,04 m      | Juliet Itoya                                                                 | 6,83 m       | Fátima Diame                                                               | 6,68 m        |
| Salto triplo (dettagli)        | Yanis David                                                                      | 14,15 m     | Ottavia Cestonaro                                                            | 14,05 m      | Fátima Diame                                                               | 13,92 m       |
| Lanci                          |                                                                                  |             |                                                                              |              |                                                                            |               |
| Lancio del disco (dettagli)    | Sandra Perković                                                                  | 66,46 m     | Liliana Cá                                                                   | 60,05 m      | Hrisoúla Anagnostopoúlou                                                   | 58,85 m       |
| Lancio del martello (dettagli) | Alexandra Tavernier                                                              | 73,67 m     | Kıvılcım Kaya                                                                | 71,07 m      | Camille Sainte-Luce                                                        | 68,93 m       |
| Prove su strada                |                                                                                  |             |                                                                              |              |                                                                            |               |
| Mezza maratona (dettagli)      | Sara Dossena                                                                     | 1h13'48"    | Marta Galimany                                                               | 1h15'16"     | Elena Loyo                                                                 | 1h16'20"      |
| Staffette                      |                                                                                  |             |                                                                              |              |                                                                            |               |
| Staffetta 4×100 (dettagli)     | Francia Orlann Ombissa-Dzangue Jennifer Galais Estelle Raffai Carolle Zahi       | 43"29       | Spagna Isabel Pérez Paula Sevilla Estela García Cristina Lara                | 43"31        | Italia Gloria Hooper Irene Siragusa Anna Bongiorni Johanelis Herrera Abreu | 43"63         |
| Staffetta 4×400 (dettagli)     | Italia Maria Benedicta Chigbolu Ayomide Folorunso Raphaela Lukudo Libania Grenot | 3'28"08     | Francia Amandine Brossier Cynthia Anaïs Agnès Raharolahy Elea-Mariama Diarra | 3'29"76      | Spagna Aauri Bokesa Herminia Parra Carmen Sánchez Laura Bueno              | 3'31"54       |

### Eventi paralimpici
| Evento               | Oro               | Prestazione | Argento   | Prestazione. | Bronzo        | Prestazione   |
| Corse piane          |                   |             |           |              |               |               |
| 800 m T54 (dettagli) | Zübeyde Süpürgeci | 2'15"48     | Eva Moral | 2'58"10      | non assegnato | non assegnato |

## Medagliere
| Posizione | Paese                | Oro | Argento | Bronzo | Totale |
| --------- | -------------------- | --- | ------- | ------ | ------ |
| 1         | Marocco              | 8   | 4       | 1      | 13     |
| 2         | Italia               | 7   | 8       | 8      | 23     |
| 3         | Francia              | 7   | 1       | 6      | 14     |
| 4         | Turchia              | 3   | 4       | 1      | 8      |
| 5         | Spagna               | 2   | 7       | 7      | 16     |
| 6         | Croazia              | 2   | 1       | 0      | 3      |
| 7         | Cipro                | 2   | 0       | 0      | 2      |
| 8         | Bosnia ed Erzegovina | 1   | 0       | 3      | 4      |
| 9         | Albania              | 1   | 0       | 0      | 1      |
| 9         | Serbia               | 1   | 0       | 0      | 1      |
| 9         | Siria                | 1   | 0       | 0      | 1      |
| 12        | Grecia               | 0   | 3       | 3      | 6      |
| 13        | Tunisia              | 0   | 3       | 1      | 4      |
| 14        | Portogallo           | 0   | 2       | 1      | 3      |
| 14        | Slovenia             | 0   | 2       | 1      | 3      |
| 16        | Algeria              | 0   | 1       | 1      | 2      |
| Totale    | Totale               | 35  | 36      | 33     | 104    |